# حسینیه قنادها
حسینیه قنادها مربوط به اواخر دوره قاجار -اوایل دوره پهلوی است و در سبزوار، ضلع جنوبی مسجد جامع، نبش کوچه نه بام واقع شده و این اثر در تاریخ ۲۵ اسفند ۱۳۷۹ با شمارهٔ ثبت ۳۵۲۰ به‌عنوان یکی از آثار ملی ایران به ثبت رسیده است.

## آیین چادرکشی حسینیه قنادها
در دهه اول محرم هر سال، در داخل حسینه خیمه‌ای بر روی ۴ تیر چوبی به ارتفاع ۱۳ متر و برای عزاداری ایام محرم برپا می‌شود.

چادر حسینیه، مزین به هنر خوشنویسی و منقوش با مضامین کربلا، نقوش جقه شیر با شمشیری در دست و متأثر از پرچم دوران صفویه است که به اشعاری با مضامین مرثیه واقعه کربلا به ویژه ترجیع بند مشهور کلیم کاشانی تزیین شده است.
این چادر به سفارش یزدی‌های مقیم سبزوار برای نصب در محوطه حسینیه قنادها به همت هنرمندان اصفهان حدود یک قرن بیش تهیه شده است.

## آتش‌سوزی در حسینیه قنادها
حسینیه قنادها در بامداد ۱۹ شهریور ۱۳۹۷ دچار آتش‌سوزی شده و چادر تاریخی آن که سه روز قبل به مناسبت فرارسیدن محرم برافراشته شده بود به‌طور کامل در آتش سوخت و از بین رفت.
در این حادثه که علت آن مشخص نشد خساراتی به بنای تاریخی حسینیه نیز وارد آمد.

در عصر روز ۲۰ شهریور ۹۷ هیئت دباغ‌ها (حسینیه ابوالفضلی کوی نقابشک) چادر تاریخی دیگری با قدمت ۶۰ ساله را طی مراسمی به حسینیه قنادها اهدا کردند.
چادر از بین رفته حدود ۱۰۰ سال قدمت داشت و آیین چادرپوشان نیز دو سال قبل در فهرست مراسم معنوی ملی قرار گرفته بود.

## نگارخانه

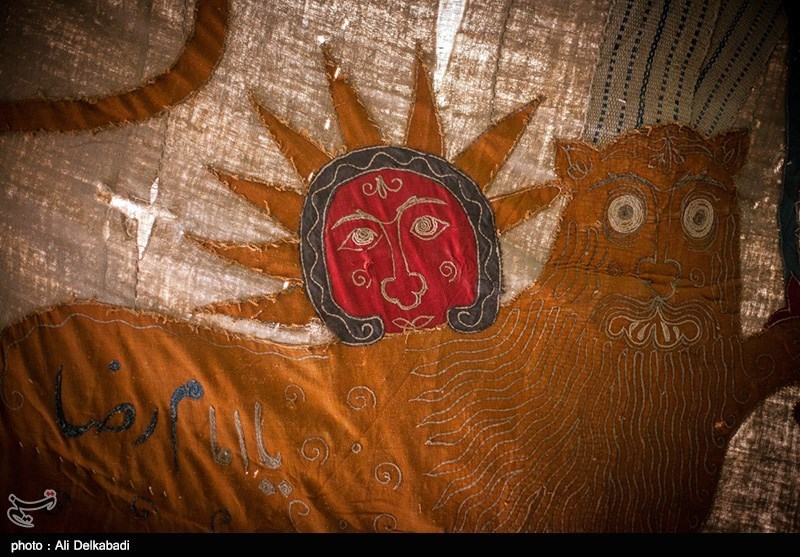
چادر منقش به شیر و خورشید
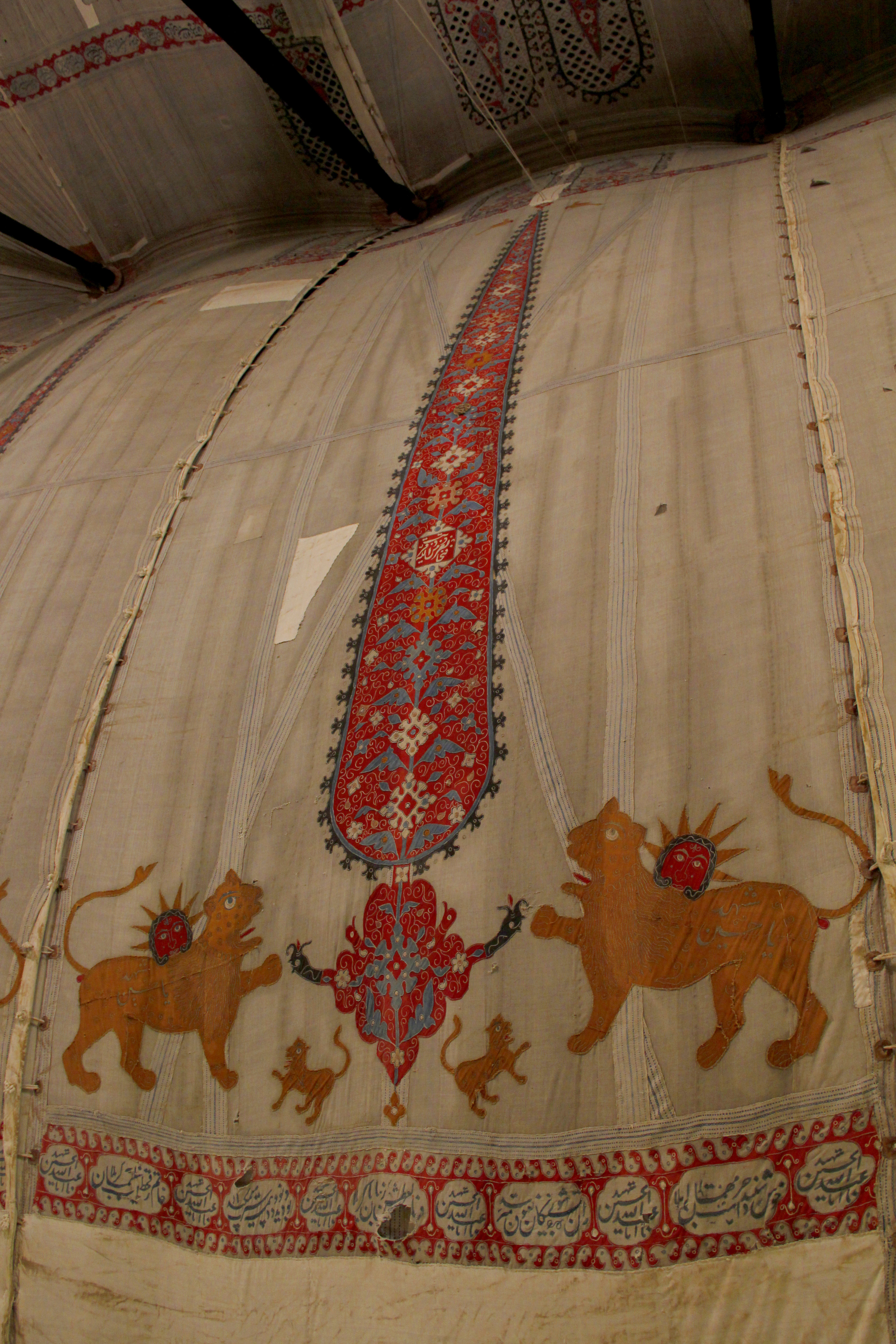
تصویری از خیمه
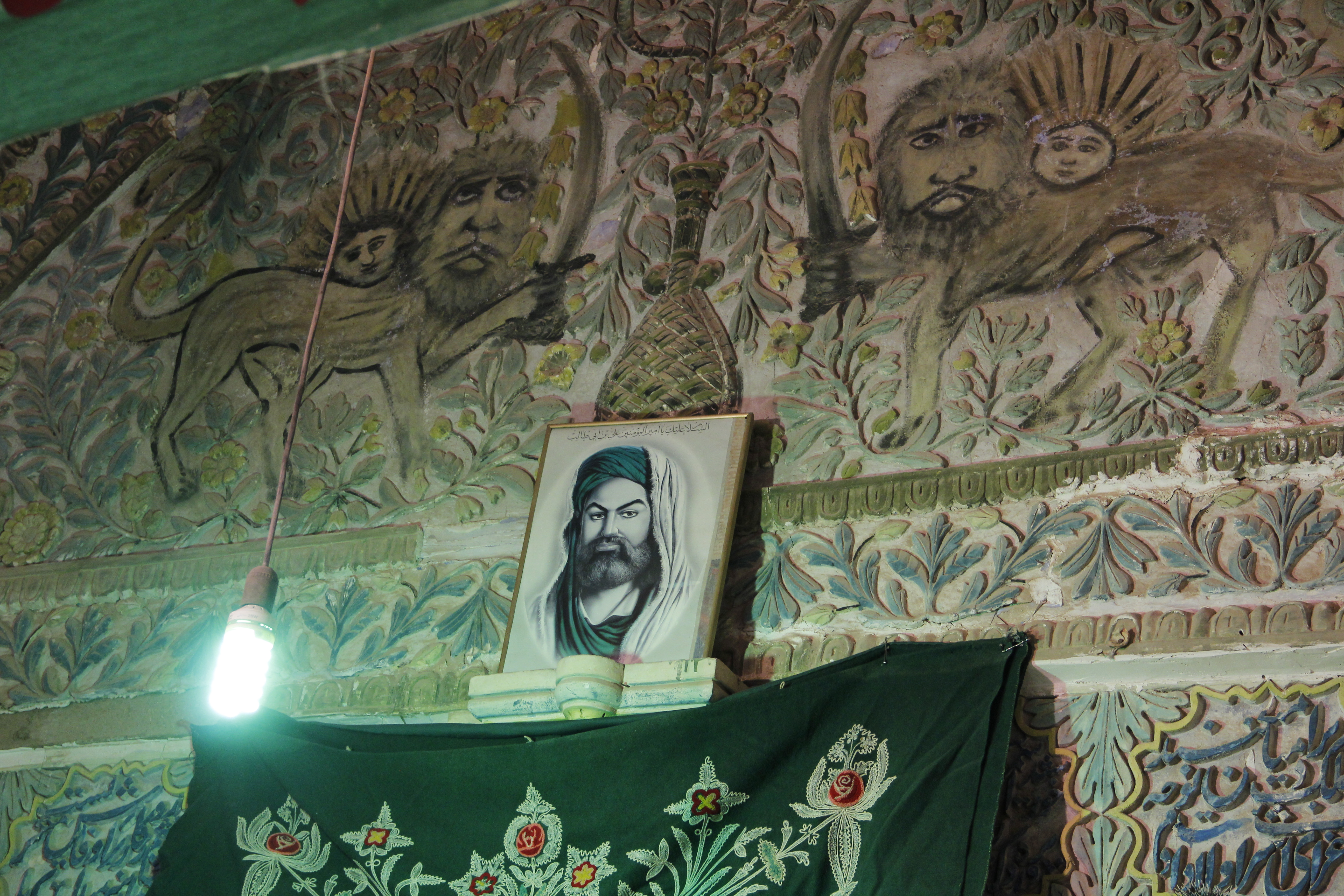
نقاشی‌های دیواری
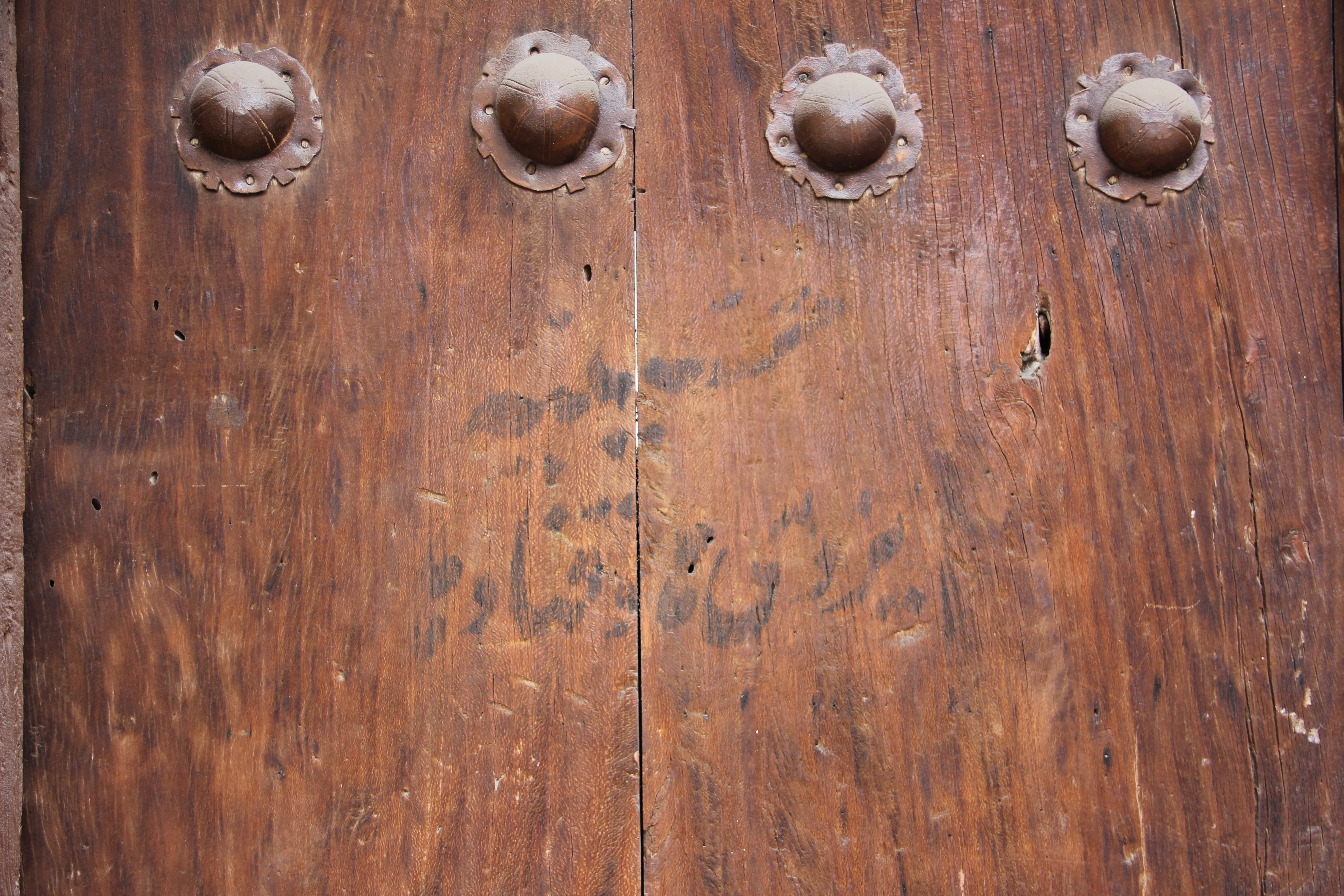
درب ورودی
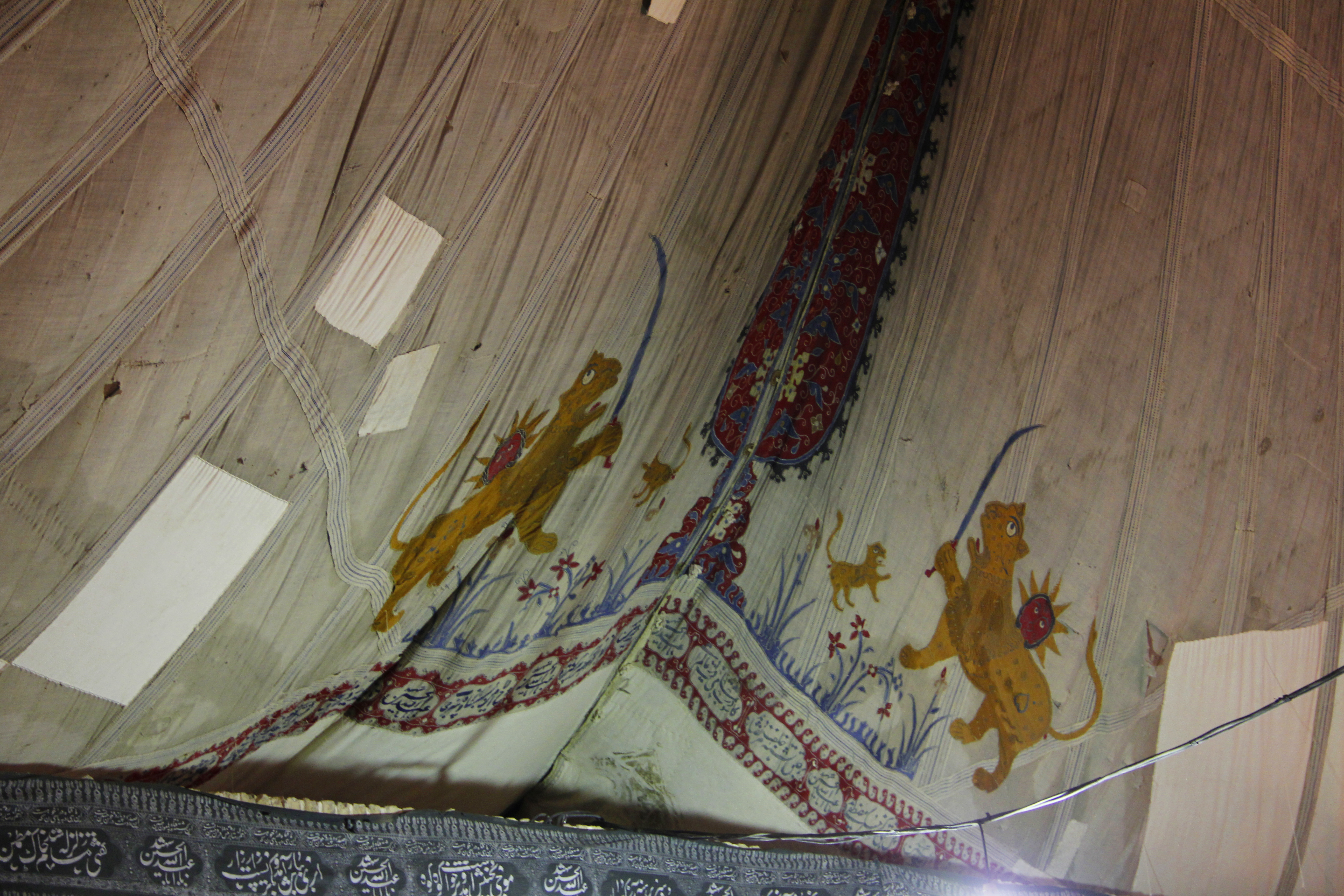
چادرکشی
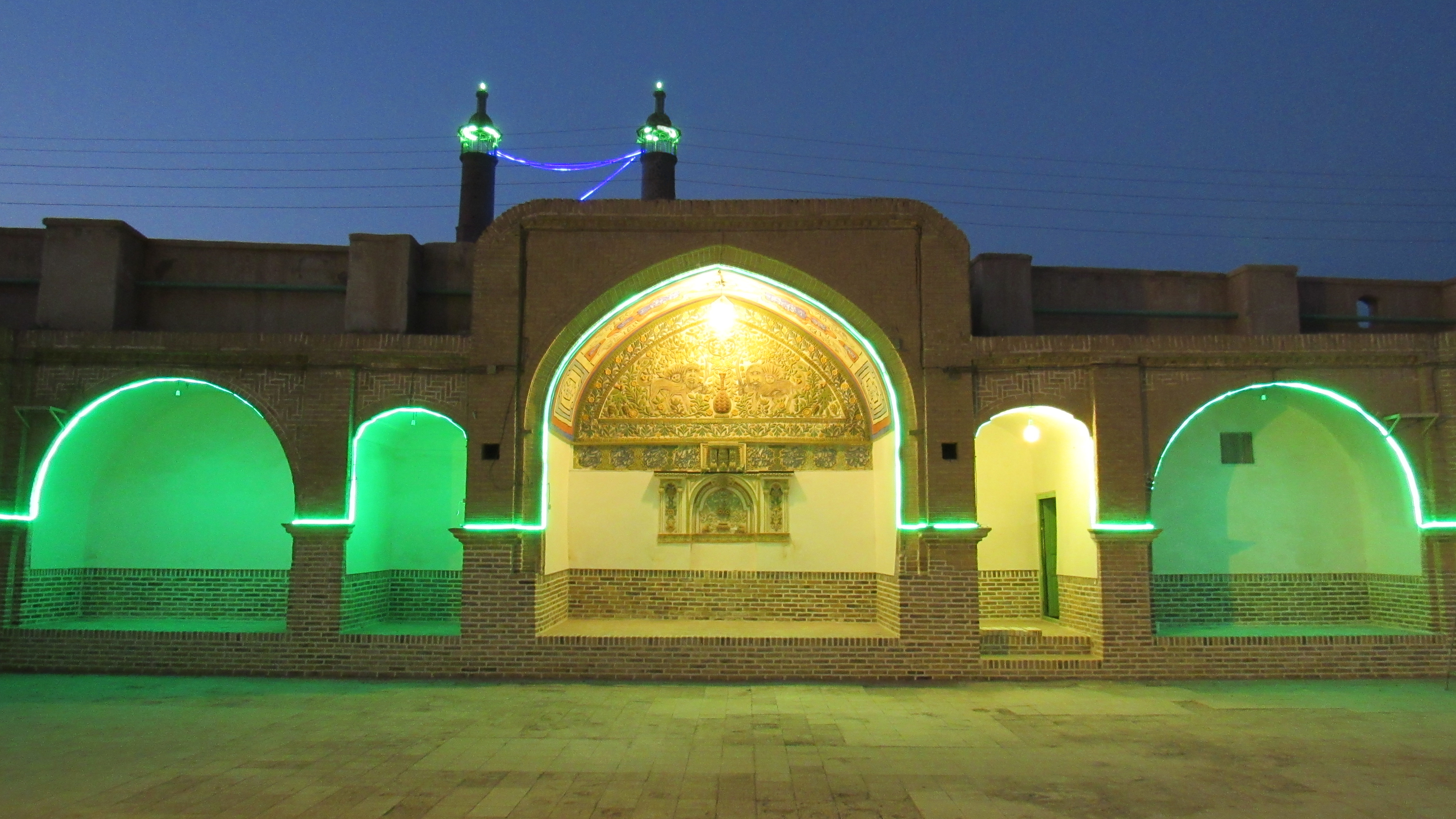
محوطه